# Similipepsis typica
Similipepsis typica is een vlinder uit de familie wespvlinders (Sesiidae), onderfamilie Tinthiinae.
Similipepsis typica is voor het eerst wetenschappelijk beschreven door Strand in 1913. De soort komt voor in het Afrotropisch gebied.